# لويس هاميلتون (لاعب كرة قدم)
لويس هاميلتون (بالإنجليزية: Lewis Hamilton)‏ (21 نوفمبر 1984 بدربي في المملكة المتحدة - ) هو لاعب كرة قدم بريطاني في مركز الدفاع. لعب مع تونبريدج أنغلز وكوينز بارك رينجرز ونادي ليويس ونادي هورشام ونادي ألدرشوت تاون.

## وصلات خارجية
- لويس هاميلتون على موقع قاعدة بيانات كرة القدم.إي يو (الإنجليزية)
- لويس هاميلتون على موقع Soccerbase.com (لاعب) (الإنجليزية)